# Burca
Burca is een geslacht van vlinders van de familie dikkopjes (Hesperiidae), uit de onderfamilie Pyrginae.

## Soorten
- B. braco (Herrich-Schäffer, 1864)
- B. concolor (Herrich-Schäffer, 1864)
- B. cubensis (Skinner, 1913)
- B. hispaniolae Bell & Comstock, 1948
- B. stillmani Bell & Comstock, 1948